# Straldzja
Straldzja (Bulgaars: Стралджа, Straldzha) is een stad met ongeveer 5.500 inwoners in het zuidoosten van Bulgarije en de hoofdplaats van de gelijknamige gemeente Straldzja in de oblast Jambol. De stad ligt 23 km ten westen van Karnobat, ongeveer 30 km ten oosten van Sliven en 17 km ten noordoosten van Jambol. Het is de derde stad qua inwoners in de oblast Jambol, alleen Jambol en Elchovo zijn dichterbevolkt.

## Bevolking
In de eerste officiële volkstelling van 1934 registreerde gemeente Straldzja 29.630 inwoners, waarvan 4.926 in de stad Straldzja en 24.704 op het platteland. Op 31 december 2019 werden er 11.407 personen in de gemeente Straldzja geregistreerd, waarvan 5.503 in de stad Straldzja en 5.904 op het platteland. Tussen 1934 en 2019 is het inwonersaantal in de gemeente Straldzja met bijna twee derde deel afgenomen.
Vooral in plattelandsgebieden is er sprake van een intensieve bevolkingsafname.
| Stad     | 4.926  | 5.370  | 5.963  | 6.161  | 6.360  | 6.220  | 6.613  | 6.620  | 5.702  | 5.503  |
| Gemeente | 29.630 | 32.445 | 31.347 | 27.391 | 22.514 | 18.822 | 18.074 | 15.828 | 12.781 | 11.407 |

Van de 5.702 inwoners in februari 2011 werden geregistreerd, waren er 1.289 jonger dan 15 jaar oud (22,6%), 3.647 inwoners waren tussen de 15-64 jaar oud (64%) en 766 personen waren 65 jaar of ouder (13,4%).

### Etnische samenstelling
Van de 5.702 inwoners die in de telling van 2011 in de stad Straldzja werden geregistreerd, reageerden er 5.612 op de optionele volkstelling. Van deze 5.612 respondenten identificeerden 4.037 personen zichzelf als etnische Bulgaren (71,8%), gevolgd door 1.334 Roma (23,7%) en 198 Bulgaarse Turken (3,5%). In de gemeente Straldzja vormden Bulgaren 77,9% van de respondenten (9.866 personen), de Roma 19% (2.403 personen) en de Turken 1,9% (241 personen).
| Etnische groep   | volkstelling 1992 | volkstelling 1992 | volkstelling 2001 | volkstelling 2001 | volkstelling 2011 | volkstelling 2011 | volkstelling 2011  |
| Etnische groep   | Aantal            | %                 | Aantal            | %                 | Aantal            | % (totaal)        | % (gespecificeerd) |
| ---------------- | ----------------- | ----------------- | ----------------- | ----------------- | ----------------- | ----------------- | ------------------ |
| Bulgaren         | 16.997            | 90,47             | 13.402            | 84,67             | 9.866             | 77,19             | 77,91              |
| Turken           | 363               | 1,93              | 340               | 2,15              | 241               | 1,88              | 1,90               |
| Roma             | 1.343             | 7,15              | 1.905             | 12,04             | 2.403             | 18,80             | 18,98              |
| Andere groepen   | 84                | 0,45              | 46                | 0,29              | 68                | 0,53              | 0,53               |
| Onbekend         | .                 | .                 | 76                | 0,48              | 84                | 0,65              | 0,66               |
| Ongespecificeerd | .                 | .                 | 59                | 0,37              | 119               | 0,93              | .                  |
| Totaal           | 18.787            | 100,00            | 15.828            | 100,00            | 12.781            | 100,00            | 100,00             |

### Religie
De laatste volkstelling werd uitgevoerd in februari 2011 en was optioneel. Van de 12.871 inwoners reageerden er 10.767 op de volkstelling. Van deze 10.767 respondenten waren er 7.066 lid van de Bulgaars-Orthodoxe Kerk, oftewel 65,6% van de bevolking. De rest van de bevolking had een andere geloofsovertuiging of was niet religieus. 
| Religieuze samenstelling in februari 2011 | Religieuze samenstelling in februari 2011 | Religieuze samenstelling in februari 2011 | Religieuze samenstelling in februari 2011 | Religieuze samenstelling in februari 2011 |
| ----------------------------------------- | ----------------------------------------- | ----------------------------------------- | ----------------------------------------- | ----------------------------------------- |
|                                           |                                           |                                           |                                           |                                           |
| Bulgaars-Orthodoxe Kerk                   | Bulgaars-Orthodoxe Kerk                   |                                           | 65,63%                                    | 65,63%                                    |
| Katholieke Kerk                           | Katholieke Kerk                           |                                           | 0,47%                                     | 0,47%                                     |
| Protestantisme                            | Protestantisme                            |                                           | 3,36%                                     | 3,36%                                     |
| Islam                                     | Islam                                     |                                           | 0,35%                                     | 0,35%                                     |
| Geen                                      | Geen                                      |                                           | 14,38%                                    | 14,38%                                    |
| Anders/ Onbekend                          | Anders/ Onbekend                          |                                           | 15,81%                                    | 15,81%                                    |

## Nederzettingen
| - Aleksandrovo - Atolovo - Bogorovo - Vodenitsjane - Voinika - Dzjinot - Zimnitsa - Íretsjekovo - Kamenets - Lejarovo - Lozenets | - Ljoelin - Malenovo - Nedjalsko - Palaoezovo - Poljana - Pravdino - Parvenets - Saransko - Tamarino - Tsjarda |